# Leptobotia microphthalma
Leptobotia microphthalma és una espècie de peix de la família dels cobítids i de l'ordre dels cipriniformes.

## Morfologia
- Cos comprimit i de color rosa o rosa fosc.
- Ulls petits.
- 3 parells de barbetes sensorials.
- Línia lateral completa.
- Aleta caudal força bifurcada.
- Bufeta natatòria amb dues cambres.[7]

## Alimentació
És un depredador bentònic que es nodreix d'insectes, crustacis i peixets.

## Hàbitat i distribució geogràfica
És un peix d'aigua dolça (pH entre 7 i 8), demersal i de clima temperat, el qual viu a Àsia: el sud-oest de la Xina (conca del riu Iang-Tsé a Sichuan i Gansu).

## Observacions
És inofensiu per als humans.